# (180) Garumna
(180) Garumna ist ein Asteroid des mittleren Hauptgürtels, der am 29. Januar 1878 vom französischen Astronomen Henri Joseph Perrotin am Observatoire de Toulouse entdeckt wurde.
Der Asteroid wurde benannt nach dem Fluss Garonne, an dem die Entdeckungsstadt liegt. Garumna ist der antike Name.

## Wissenschaftliche Auswertung
Eine Auswertung von Beobachtungen durch das Projekt NEOWISE im nahen Infrarot führte für (180) Garumna 2011 zu vorläufigen Werten für den Durchmesser und die Albedo im sichtbaren Bereich von 24,4 km bzw. 0,23. Nachdem die Werte nach neuen Messungen 2012 auf 26,4 km bzw. 0,19 korrigiert worden waren, wurden sie 2014 auf 23,4 km bzw. 0,24 geändert.
Photometrische Beobachtungen von (180) Garumna erfolgten vom 4. bis 13. Dezember 2007 am Santana Observatory und an der Goat Mountain Astronomical Research Station (GMARS) in Kalifornien. Die gewonnene Lichtkurve enthielt nur ein Minimum innerhalb einer Periodizität, aber es konnte eine Rotationsperiode von 23,890 h abgeleitet werden. Eine erneute Messung vom 15. bis 23. Juni 2009 am Chiro Observatory in Australien ergab ein ähnliches Bild, die Lichtkurve zeigte nur ein Maximum und die Rotationsperiode wurde zu 23,32 h abgeschätzt.
Bei Asteroiden mit Rotationsperioden von ungefähr einem ganzzahligen Erdtag kann an einem Observatorium oft nur eine unvollständige Lichtkurve aufgenommen werden, da in jeder Nacht immer wieder derselbe Abschnitt der Lichtkurve erfasst wird. Vom 20. September bis 1. November 2011 gab es daher eine Zusammenarbeit zwischen fünf Observatorien in New Mexico, Massachusetts, Serbien, Japan und Australien, wodurch eine lückenlose und detaillierte Lichtkurve gewonnen werden konnte. Die Rotationsperiode wurde damit zu 23,866 h bestimmt.
Die Benutzung archivierter Lichtkurven in Verbindung mit weiteren Beobachtungen aus dem Zeitraum 2004 bis 2011 ermöglichte in einer Untersuchung von 2016 die Bestimmung der Rotationsperiode zu 23,8592 h, außerdem konnten zwei alternative Lösungen für die räumliche Lage der Rotationsachse angegeben werden in Verbindung mit einer retrograden Rotation. Aus archivierten Daten des Asteroid Terrestrial-impact Last Alert System (ATLAS) aus dem Zeitraum 2015 bis 2018 konnte in einer Untersuchung von 2022 mit der Methode der konvexen Inversion eine Rotationsperiode von 23,8596 h berechnet werden.